# Carrefour Market
Carrefour Market is een Franse supermarktketen geïntroduceerd in oktober 2007 door Groupe Carrefour.

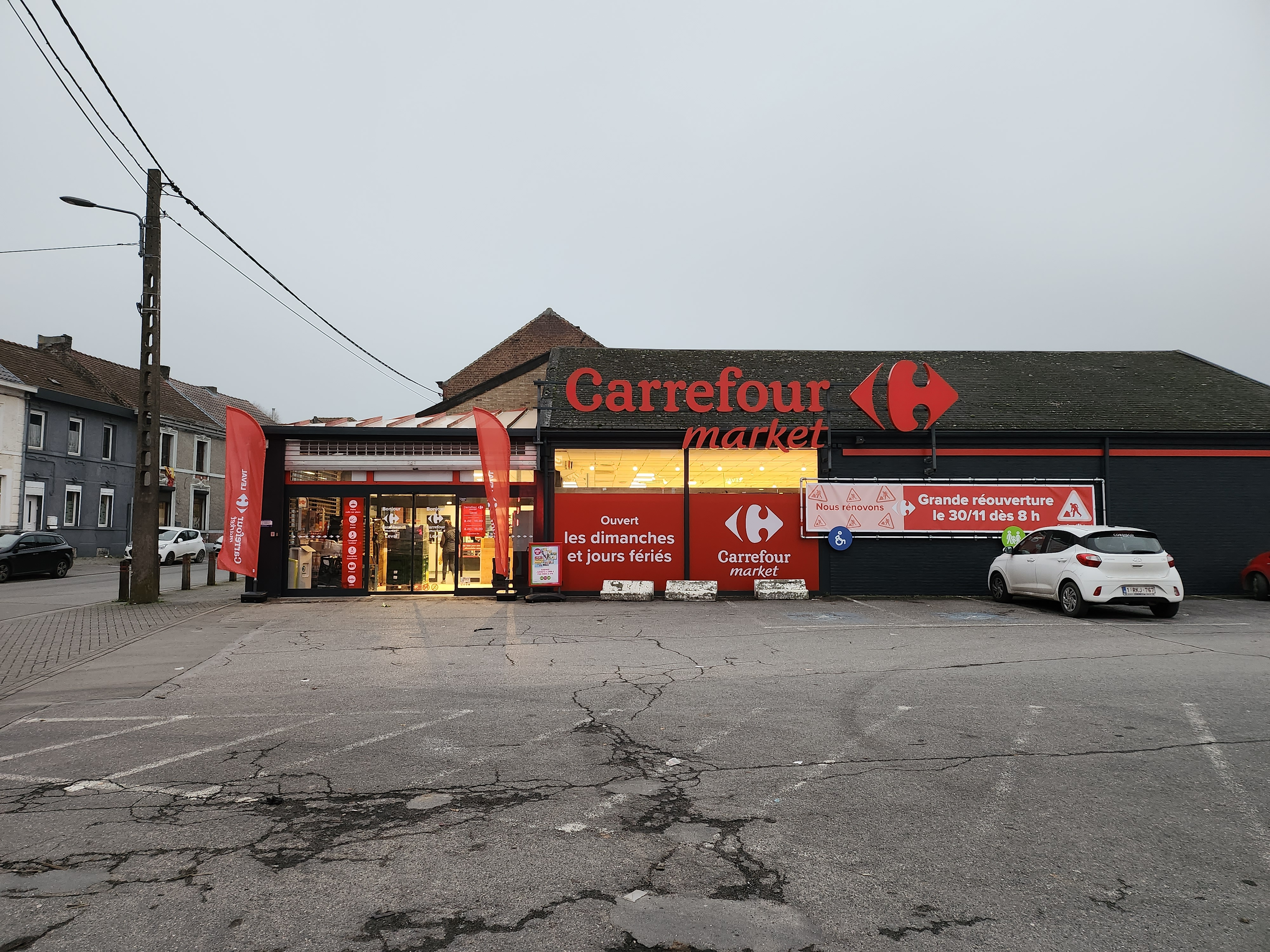
Carrefourwinkel in Leval-Trahegnies

## Geschiedenis
In 2007 werd Carrefour Market gecreëerd om oudere supermarktketens van de Carrefour Group te vervangen, zoals Champion (internationaal), GB-supermarkten (België) en GS in Italië.
Sinds mei 2013 wordt in Spanje de bedrijfsformule Carrefour Market gebruikt voor kleinere buurtsupermarkten, in tegenstelling tot de grotere hypermarkten die de naam Carrefour, zonder toevoeging, dragen.

### Carrefour Market in België
In België is Carrefour Market de nieuwe naam van de GB-supermarkten (Super GB). De naam Carrefour Market wordt in België ingevoerd omdat volgens de Carrefourgroep het merk 'GB' aan populariteit had ingeboet en om de keten verder te stroomlijnen. De eerste 'testwinkel' bevond zich in Tervuren, de andere winkels worden sinds 2009 omgevormd. Ook het productassortiment werd verder uitgebreid, onder andere door nog meer producten van het huismerk Carrefour aan te bieden. Ook het merk n°1 van witte producten werd herzien.
Ook de 69 Championwinkels van de groep Mestdagh werden tegen 2013 omgedoopt tot Carrefour Market onder de merknaam Carrefour Market-Groep Mestdagh.
De naamswijziging is een gevolg van een akkoord tussen de Carrefourgroep en de groep Mestdagh over de overname van zestien supermarkten. Carrefour versterkte op deze manier zijn winkelpark via een stijging van het aantal Carrefour Market-supermarkten (inclusief de nog bestaande GB-supermarkten) tot 435 en won zo twee punten marktaandeel. 
Tien jaar later, op 1 januari 2023, droeg de familie Mestdagh 87 Carrefourwinkels weer over, naar concurrent Intermarché. Die groep telde na die overdracht 164 verkooppunten in België.

## Carrefour Market over de hele wereld
- In België werden alle supermarkten Carrefour GB en Champion (Wallonië) uiteindelijk een Carrefour Market. Vanaf april 2013 zijn er 354 Carrefour Market-winkels.
- In Egypte heeft de Carrefour Group 5 Carrefour Market-winkels in het land.
- In Italië is de eerste Carrefour Market geopend in november 2008.
- In Maleisië werd de eerste Carrefour Market-winkel geopend in november 2009. Alle supermarkten werden in 2013 verwijderd.
- In Marokko werden vanaf 30 juli 2011 alle Label'Vie-supermarkten Carrefour Market-Label'Vie.
- In Roemenië zijn er Vanaf 16 september 2014 81 Carrefour Market-winkels.[2]
- In Spanje werden in 2011 de eerste Carrefour Express-supermarkten allemaal hernoemd en werden Carrefour Market.
- In Taiwan werd de eerste Carrefour Market geopend in juli 2009. Wellcome werd overgenomen en samengevoegd met Carrefour Market in 2020.
- In Tunesië werden alle Champion-winkels Carrefour Market.
- In Turkije werden vanaf 2010 verschillende supermarkten Carrefour Market-winkels.
- In Brazilië werd Carrefour Market in 2017 gelanceerd in São Paulo als een gemakswinkelketen – vergelijkbaar met Carrefour Contact in Frankrijk – aangezien er al de Carrefour Bairro-supermarktketen was.
- In Koeweit werden in 2017 alle Géant easy-supermarkten overgenomen door Majid Al Futtaim Group die Carrefour exploiteert en werden omgebouwd tot Carrefour Market. Er zijn momenteel 6 Carrefour Market-winkels in Koeweit.
- In VAE opereert Carrefour Market in verschillende regio's.[3] De door de Majid Al Futtaim Group geëxploiteerde Carrefour-keten nam 13 Géant easy-winkels over en hernoemde de winkels als Carrefour Market.
- In Georgië heeft de Carrefour Group Carrefour Market-winkels in het land.
- In Kenia kondigde Carrefour, geëxploiteerd door Majid Al Futtaim Group in Kenia, aan dat de winkel in The Village Market de zesde Carrefour-winkel en de eerste Carrefour Market in Kenia zal zijn.[4]